# جوكر يخرج
جوكر يخرج هي فرقة بوب روك سلوفينية مثلت سلوفينيا في مسابقة [[ Eurovision Song Contest 2023|]] في ليفربول ، المملكة المتحدة . 

## الإحالات
1. ↑  "Joker Out - MusicBrainz" (بالإنجليزية).
2. ↑  "Slovenia has spoken: It's 'Joker Out' for Liverpool 2023". eurovision.tv. 8 ديسمبر 2022. مؤرشف من الأصل في 2023-02-03. اطلع عليه بتاريخ 2022-12-08.

| الجوائز و الإنجازات | الجوائز و الإنجازات         | الجوائز و الإنجازات |
| ------------------- | --------------------------- | ------------------- |
| سبقه {{{سبقه}}}     | {{{العنوان}}} {{{الأعوام}}} | تبعه {{{تبعه}}}     |